# Dynopsylla pinnativena
Dynopsylla pinnativena är en insektsart som först beskrevs av Günther Enderlein 1914.  Dynopsylla pinnativena ingår i släktet Dynopsylla och familjen Homotomidae. Inga underarter finns listade i Catalogue of Life.